# Courgenay (Frankrijk)
Courgenay is een gemeente in het Franse departement Yonne (regio Bourgogne-Franche-Comté) en telt 446 inwoners (1999). De plaats maakt deel uit van het arrondissement Sens.

## Geografie
De oppervlakte van Courgenay bedraagt 28,9 km², de bevolkingsdichtheid is 15,4 inwoners per km².
De onderstaande kaart toont de ligging van Courgenay (Frankrijk) met de belangrijkste infrastructuur en aangrenzende gemeenten.

## Demografie
Onderstaande figuur toont het verloop van het inwonertal (bron: INSEE-tellingen).